# Ганс Баушус
Ганс Баушус (нім. Hans Bauszus; 15 серпня 1871 — 3 липня 1955, Бад-Мергентгайм) — державний діяч Третього Рейху, бригадефюрер СС.

## Життєпис
В 1891 році поступив на службу в Прусську армію, служив ад'ютантом в штабі Імперських сил самооборони у Південно-Західній Африці. Під час Першої світової війни — офіцер штабу артилерії, .
В 1931 році вступив у СС (посвідчення №16 471), в 1932 році — в НСДАП (квиток № 843 238). В 1936 році був членом штабу рейхсфюрера СС, в 1937 році поступив на службу в колоніально-політичне управління НСДАП.

## Звання
- Унтерштурмфюрер СС (1931)
- Гауптштурмфюрер СС (1933)
- Штурмбаннфюрер СС (1933)
- Штандартенфюрер СС (1933)
- Оберфюрер СС (20 квітня 1936)
- Бригадефюрер СС (12 вересня 1937)

## Нагороди
- Столітня медаль (1897)
- Орден Червоного орла 4-го класу з короною та мечами
- Лицарський хрест 1-го класу ордена Заслуг герцога Петра-Фрідріха-Людвіга з мечами (Велике герцогство Ольденбург)
- Орден Корони (Пруссія) 4-го класу з мечами
- Медаль «За кампанію в Південно-Західній Африці» з шістьма застібками

- Залізний хрест 2-го і 1-го класу
- Ганзейський Хрест (Гамбург)
- Нагрудний знак «За поранення» в чорному
- Хрест «За вислугу років» (Пруссія)

- Колоніальний знак
- Почесний хрест ветерана війни з мечами
- Йольський свічник (16 грудня 1935)[2]
- Кільце «Мертва голова»[2]
- Почесна шпага рейхсфюрера СС[2]
- Почесний кут старих бійців[2]

- Медаль «За вислугу років у НСДАП» в бронзі (10 років)